# 大湊海軍航空隊
大湊海軍航空隊（おおみなとかいぐんこうくうたい）は、日本海軍の部隊の一つ。大湊要港部および千島列島～三陸沖の偵察・対潜哨戒・船団護衛を担った偵察部隊。

## 沿革

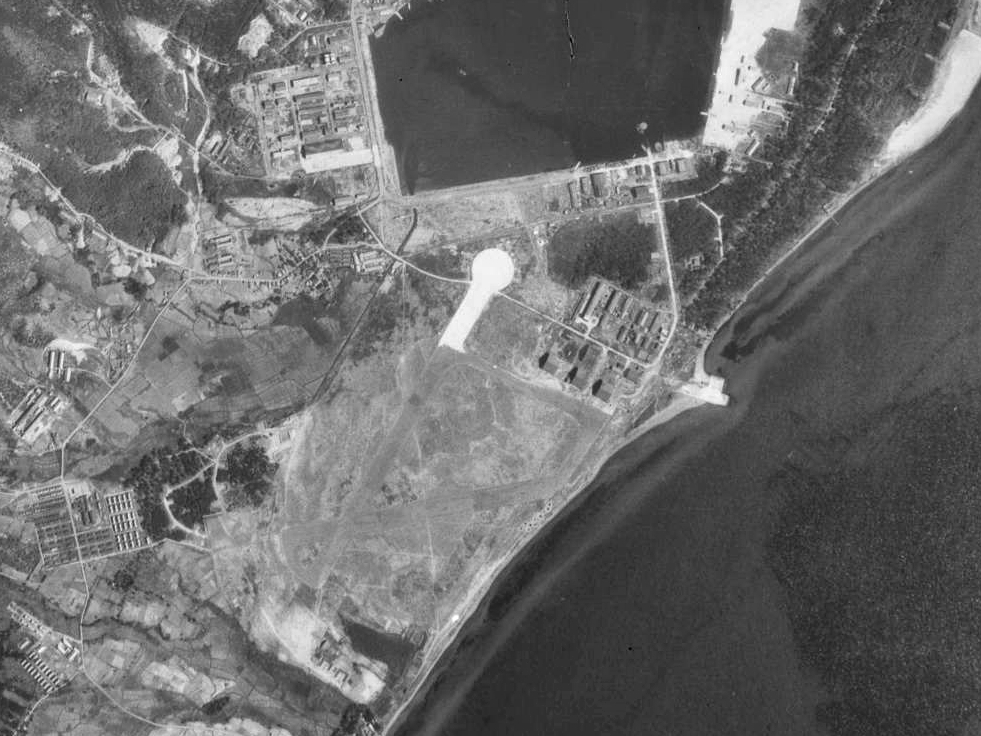
大湊基地（1948年）

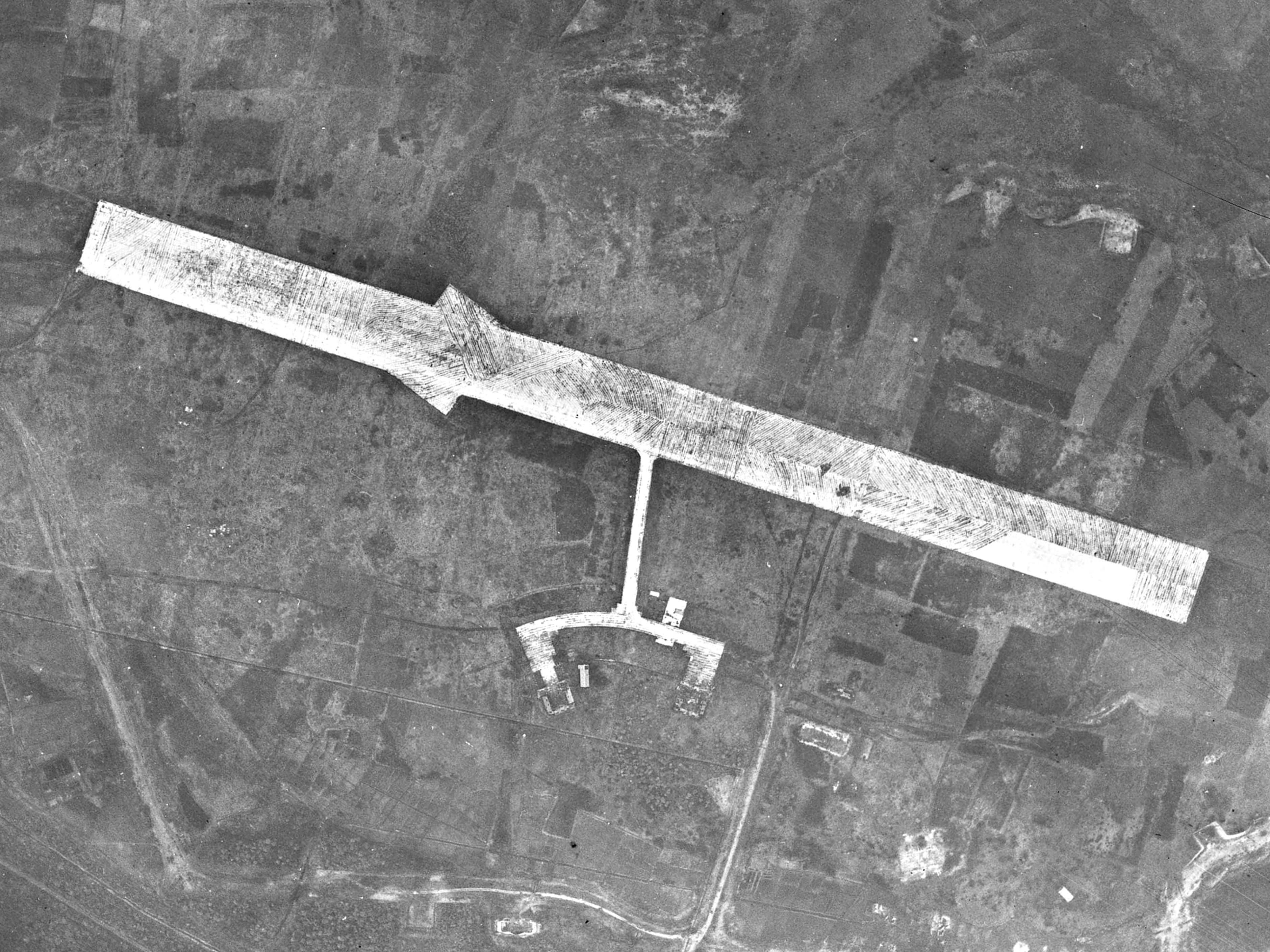
樺山飛行場跡の空中写真（1952年）

日露戦争臨戦時に開かれた大湊要港を基地とし、手薄な北海道・千島方面の防空を担うため、1933年（昭和8年）に芦崎砂州の付け根に造成された水上機基地で開かれた。1935年（昭和10年）に開かれた舞鶴海軍航空隊、1936年（昭和11年）に開かれた鎮海海軍航空隊よりも一足早く、要港部として初めて航空隊を併設した。北方警備と合わせ、館山海軍航空隊とともに三陸東方海上の哨戒も念頭に置いたもので、九六式陸上攻撃機の量産が進捗すると、千歳海軍航空隊の本格運用開始まで新編長距離哨戒の主力として活用した。先に大村海軍航空隊が開かれていたため、尾翼の識別記号は2文字で「オミ－機体番号」と綴られていた。
- 1933年（昭和8年）11月1日 - 開隊。大湊要港部隷下。
- 1937年（昭和12年）8月13日 - 日華事変激化にともない第二三航空隊を新編、4機供出。
- 1939年（昭和14年）10月1日 - 千歳海軍航空隊新編。北方警備任務を移譲。
- 1941年（昭和16年）
  - 10月15日 - 第二空廠支廠（二空廠本廠は木更津飛行場）を併設、落成。
  - 11月20日 - 大湊要港部を警備府に改編。大湊警備府部隊（略称「大警部隊」）に編入。
  - 12月 - 太平洋戦争開戦にともない哨戒任務開始。
- 1942年（昭和17年）
  - 4月1日 - 千歳飛行場に第四一空廠を併設、二空廠支廠は四一廠支廠に変更。
  - 10月11日 - 宮古沖で潜水艦ノーチラスを発見、3日間の掃討により撃破。
- 1943年（昭和18年）
  - 4月3日 - 八戸沖で船団護衛中、潜水艦ピカーレルの流出油を発見・爆撃。ピカーレルは敷設艇白神らにより戦没。
  - 6月16日 - 東通沖で潜水艦ランナーを発見・爆撃。
  - 6月24日 - ランナーを再発見・爆撃。ランナーは敷設艇白神らにより戦没。
  - 9月17日 - 尻屋崎沖で船団護衛中、潜水艦ポンパーノの流出油を発見・爆撃。ポンパーノは敷設特務艇葦埼らにより戦没。
  - 9月18日 - 小樽沖で潜水艦を発見、爆撃。戦果なし。
  - 10月11日 - 宗谷海峡の陸軍宗谷臨時要塞より潜水艦ワフー発見の報告。2機で反復爆撃・水上艦誘導。ワフーは第一五号駆潜艇らにより戦没。
- 1944年（昭和19年）
  - 6月14日 - 八戸沖で被雷損傷した相模川丸を護衛中、潜水艦ゴレットを発見・爆撃。ゴレットは特設監視艇宮丸らにより戦没。
  - 9月頃 - 樺山飛行場の緊急造成開始。
  - 12月15日 - 内戦作戦航空隊を改編、九〇三空に編入され大湊派遣隊に変更。

戦時中は、最も対潜掃討作戦に成功した大警部隊の尖兵として存分な成果を挙げたが、九〇三空に編入される頃には、対潜攻撃の効果は出せなくなっていた。緊急造成を進めていた樺山飛行場も活用する機会がなく、昭和20年内は津軽海峡横断航路への空襲も阻止できないまま終戦を迎えた。
戦後、大湊水上機基地は海上自衛隊大湊航空基地として活用されている。樺山飛行場も海上自衛隊樺山送信所となり、滑走路も当時のままに通信塔が林立している。

## 主力機種
- 九四式水上偵察機
- 零式水上偵察機
- 九六式陸上攻撃機

その他、多くの水上偵察機を活用した。また、若干の戦闘機を備えた。

## 歴代司令
- 吉良俊一 中佐：1933年11月1日 - 1935年10月31日[1]
- 市来政章 中佐：1935年10月31日[1] -
- 加来止男 中佐：1936年12月1日 - 1937年12月15日[2]
- 蒲瀬和足 大佐：1937年12月15日[2] - 1938年6月15日[3]
- 古川保 中佐：1938年6月15日[3] - 1939年11月15日[4]
- 松岡知行 大佐：1939年11月15日 - 1940年10月15日[5]
- 井上左馬二 中佐：1940年10月15日 - 1941年6月25日[6]
- 堀九郎 大佐：1941年6月25日[6] - 1941年12月15日九〇三空に統合